# Josué
Josué, właśc. Josué Anunciado de Oliveira (ur. 19 lipca 1979 w Vitória de Santo Antão) – brazylijski piłkarz występujący na pozycji pomocnika.

## Kariera klubowa
Pierwszym klubem Josué był zespół CA Porto Caruaru. Kolejną drużyną brazylijskiego pomocnika stał się zespół Goiás EC. Występował w nim w latach 1996–2004, rozgrywając 190 spotkań i strzelając 6 goli. Po sezonie 2004/05 jego następną drużyną było São Paulo. W latach 2005–2007 rozegrał 61 spotkań i zdobył jednego gola. Jego występy zaowocowały transferem do niemieckiego VfL Wolfsburg. Po sezonie 2007/2008 doceniony przez Felixa Magatha wywalczył w Wolfsburgu opaskę kapitana. Zawodnikiem Wolfsburga był do 2013 roku. Następnie występował w Atlético Mineiro, gdzie w 2015 roku zakończył karierę.

## Kariera reprezentacyjna
W latach 2007–2010 w reprezentacji Brazylii rozegrał 28 spotkań, strzelając 1 gola. Debiut miał miejsce 8 marca 2007 w towarzyskim meczu przeciwko Ghanie.

## Sukcesy
- Mistrzostwo Niemiec z VfL Wolfsburg: 2009
- Copa América: 2007
- Copa Libertadores: 2005
- Klubowe Mistrzostwa Świata: 2005
- Mistrzostwo Brazylii: 2006
- Mistrzostwo stanu Goiás: 1997, 1998, 1999, 2000, 2002
- Mistrzostwo stanu São Paulo: 2003, 2005
- Mistrzostwo Brazylii (druga liga): 1999
- Puchar Środkowo-zachodniej Brazylii: 2000, 2001, 2002